# Megachile gracilis
Megachile gracilis is een vliesvleugelig insect uit de familie Megachilidae. De wetenschappelijke naam van de soort is voor het eerst geldig gepubliceerd in 1902 door Schrottky.